# Felsinschrift vom Berg Zagan
Koordinaten: 38° 3′ 18″ N, 47° 33′ 17″ O

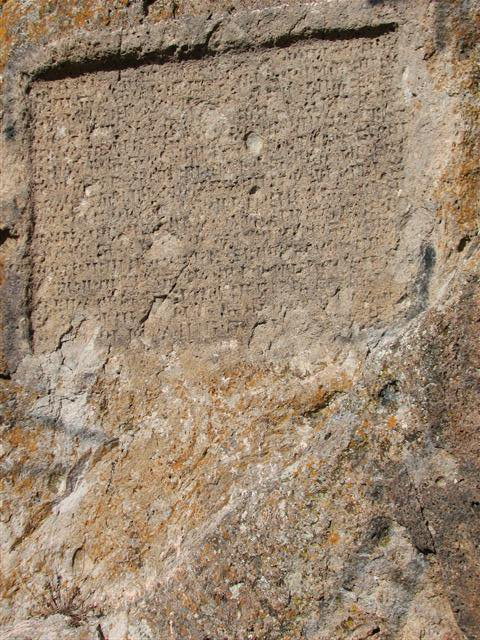
Felsinschrift vom Berg Zagan

Die Felsinschrift vom Berg Zagan (Razliq) (persisch کتیبه رازلیق) stammt aus dem westlichen Teil Ost-Aserbaidschans, am Berg Sabalan nordöstlich von Sarab, oberhalb der Straße von Täbriz nach Ardabil. Sie liegt 13 km nördlich von Sarab. Die Inschrift wurde von Nadschaf Ali Zendedel – einem Mitarbeiter der Kornkammer von Täbris entdeckt, der einen Abklatsch anfertigte und an Dr. Mahiyar Navabi, dem Dekan der philosophischen Fakultät der Universität Täbris weiterleitete.
Die 85 cm mal 1,10 m große Inschrift besteht aus 16 Zeilen und ist nicht sehr kunstvoll gearbeitet. Sie stammt von dem urartäischen König Argišti Rusahini. Benedikt nimmt an, dass sie im Zuge desselben Feldzuges angebracht wurde wie die Felsinschrift von Nascht-e ban.
Argišti berichtet, wie er auf Befehl dḪaldis einen Feldzug gegen Arḫū (KURar-hu-ú-e) führte. Er nahm die Länder Ušuluni und Buqū (KURbu-qu-ú-e) ein und erreichte schließlich das Ufer des Flusses Muna (vermutlich der Unterlauf des Araxes), wo er umkehrte. Danach unterwarf er die Länder Girdu, Gituḫani und Ṭuʿišdu und eroberte die Stadt Rūtum (URUru-u-tum[?]-ni-e), die er tributpflichtig machte. Er eroberte eine unbenannte Festung (E.GAL), die er ausbauen ließ und Argišti-irdu nannte, Gefolgsmann des Argišti, „um die Macht Biainilis zu vermehren und die Fremdländer zu unterwerfen.“
Danach folgt die Namensformel: „Argišti, durch die Macht dḪaldis, mächtiger König, König der vier Weltgegenden, Großkönig, Herr der Stadt Tušpa“. Am Ende werden die verflucht, die die Inschrift austilgen oder beschädigen: Ḫaldi, Teišeba (dUTU) und Šemāni sollen ihn vom Antlitz der Erde („unter der Sonne“) auslöschen.

## Konkordanz
| Autor         | Kürzel | Nummer        |
| ------------- | ------ | ------------- |
| Benedikt 1965 | –      | Inscription 1 |
| Salvini 2008  | –      | A 11-4        |
| Melikisvili   | UKN II | 445           |
| Arjutjan 2001 | KUKN   | 409           |